# Звільнення (фільм, 2022)
«Визволення» (англ. Emancipation) — американський художній фільм режисера Антуана Фукуа. Головну роль виконав Вілл Сміт. Концепцію розробив Джої Макфарланд, який провів роки в дослідженнях та розробках з компанією Collage, перш ніж залучив зірку на головну роль і режисера.

## Сюжет
Після того як раба, на ім'я Пітер побили батогом майже до смерті, він тікає з плантації в Луїзіані, перехитривши холоднокровних мисливців, і пробирається на північ, де вступає до армії Союзу. Фільм заснований на реальній історії раба-втікача, на ім'я Гордон. Фотографії його голої спини, сильно побитої батогами наглядача, були опубліковані по всьому світу в 1863, що дало руху аболіціоністів доказ жорстокості американського рабства.

## У ролях
| Актор               | Роль                |
| ------------------- | ------------------- |
| Вілл Сміт           | Пітер               |
| Бен Фостер          | Фассел              |
| Шармейн Бінгва      | Додієн              |
| Гілберт Овуор       | Гордон              |
| Мустафа Шакір       | Андре Кайю          |
| Стівен Огг          | сержант Говард      |
| Грант Гарві         | Лідс                |
| Ронні Джин Блевінс  | Гаррінгтон          |
| Джейсон Ворнер Сміт | капітан Джон Лайонс |
| Джаббар Льюїс       | Томас               |
| Майкл Лувоє         | Джон                |
| Аарон Мотен         | Кновлс              |

## Виробництво
15 червня 2020 стало відомо, що Антуан Фукуа стане режисером фільму «Звільнення» з Віллом Смітом у головній ролі, заснованому на оригінальному сценарії Вільяма Н. Коладжа.
Компанія Apple заплатила за права на прокат понад 130 мільйонів доларів, випередивши інші великі кінокомпанії. У серпні 2021 року до акторського складу приєдналися Бен Фостер, Чармейн Бінгва, Гілберт Овуор та Мустафа Шакір.
Спочатку передбачалося, що зйомки фільму розпочнуться 3 травня 2021 року в Лос-Анджелесі. Пізніше було заплановано початок зйомок на 21 червня 2021 року в Джорджії, але 12 квітня було оголошено, що фільм зніматиметься в іншому місці через нещодавно прийнятий «Закон про чесність виборів 2021 року». Сміт і Фукуа сказали у спільній заяві: «Ми не можемо з чистою совістю надавати економічну підтримку уряду, який приймає регресивні закони про голосування, спрямовані на обмеження доступу виборців». Повідомляється, що переїзд на нове місце коштував приблизно 15 мільйонів доларів. Було оголошено, що зйомки відбуватимуться в Новому Орлеані з 12 липня по 21 серпня 2021. 2 серпня зйомки було припинено на п'ять днів через кілька позитивних тестів на COVID-19. У травні 2022 року реліз фільму було відкладено на можливу дату 2023 року, оскільки причинами були численні затримки виробництва, суперечки навколо того, що Сміт ударив Кріса Рока на 94-й церемонії вручення премії Оскар, і переповнений графік випуску фільму від Apple.

## Випуск
Перший показ фільму Emancipation відбувся на 51-й щорічній законодавчій конференції Фонду афроамериканців Конгресу США у Вашингтоні, округ Колумбія, 1 жовтня 2022 року, на якому були присутні Сміт і Фукуа, щоб провести подальше обговорення питань і відповідей. Його також показали в Лос-Анджелесі 24 жовтня 2022 року. У кінотеатрах прем'єра фільму відбулася 2 грудня 2022 року. 9 грудня прем'єра фільму відбулась на платформі Apple TV+.